# Piet Hein
Piet Hein (16 de dezembro de 1905 - 17 de abril de 1996) foi um matemático, inventor, designer, filósofo e poeta dinamarquês. Muitas vezes escrevendo sob o pseudônimo nórdico antigo Kumbel, que significa "lápide". Seus poemas curtos, conhecidos como gruks ou grooks (dinamarquês: gruk), começaram a aparecer no jornal diário Politiken logo após a ocupação alemã da Dinamarca em abril de 1940 sob o pseudônimo de "Kumbel Kumbell". Ele também inventou o cubo Soma e o jogo de tabuleiro Hex.

## Biografia
Hein, um descendente direto de Piet Pieterszoon Hein, o herói naval holandês do século XVII, nasceu em Copenhagen, Dinamarca. Ele estudou no Instituto de Física Teórica da Universidade de Copenhagen (mais tarde denominado Instituto Niels Bohr) e na Universidade Técnica da Dinamarca. Yale concedeu-lhe um doutorado honorário em 1972. Ele morreu em sua casa em Funen, Dinamarca, em 1996.

## Resistência
Piet Hein, que, em suas próprias palavras, "jogou pingue-pongue mental" com Niels Bohr no período entre guerras, viu-se confrontado com um dilema quando os alemães ocuparam a Dinamarca. Ele sentiu que tinha três opções: não fazer nada, fugir para a Suécia neutra ou juntar -se ao movimento de resistência dinamarquês. Como ele explicou em 1968, "a Suécia estava fora porque eu não sou sueco, mas dinamarquês. Eu não podia ficar em casa porque, se eu tivesse, cada batida na porta teria causado arrepios na minha espinha. Então, me juntei à Resistência".
Tomando como primeira arma o instrumento com o qual estava mais familiarizado, a caneta, escreveu e publicou seu primeiro " grook " (dinamarquês: gruk). Passou pelos censores que não entenderam seu verdadeiro significado.
CONSOLATION GROOK

Perder uma luva
certamente é doloroso,
mas nada se
compara à dor
de perder uma,
jogar a outra fora
e encontrar

a primeira novamente.
Os dinamarqueses, porém, perceberam sua importância e logo foi encontrado como grafite em todo o país. O significado mais profundo do grook era que mesmo que você perca sua liberdade ("perdendo uma luva"), não perca seu patriotismo e auto-respeito ao colaborar com os nacional-socialistas ("jogar a outra fora"), porque essa sensação de ter traído seu país será mais doloroso quando a liberdade for encontrada novamente algum dia.

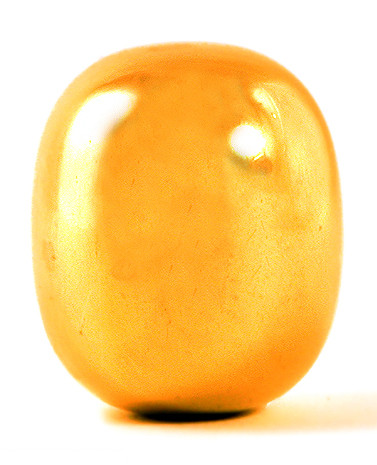
Superegg de Piet Hein em latão

## Matemática recreativa
Depois da Libertação, os arquitetos escandinavos, cansados de edifícios quadrados, mas cientes de que os edifícios circulares eram impraticáveis, pediram a Piet Hein uma solução. Aplicando sua habilidade matemática ao problema, Piet Hein propôs usar o superelipse que se tornou a marca registrada da arquitetura escandinava moderna. Ele defendeu o uso do superelipse na fabricação de móveis e em outros domínios. Ele também inventou um calendário perpétuo chamado Astro Calendar e comercializou utensílios domésticos baseados no superelipse e seu análogo tridimensional, o superegg. Ele inventou o cubo Soma e criou os jogos de Hex, Tangloids, Tower, Polytaire, TacTix, Nimbi, Qrazy Qube e Pyramystery.

Hein era um associado próximo de Martin Gardner e seu trabalho era frequentemente apresentado na coluna de jogos matemáticos de Gardner na Scientific American. Aos 95 anos, Gardner escreveu sua autobiografia e intitulou-a Undiluted Hocus-Pocus. Tanto o título quanto a dedicatória deste livro vêm de um dos grooks de Hein.